# Gillis Friberg
Gillis Karl Ernst Friberg, född 2 mars 1891, död 29 juli 1959, var en fiolspelman från Hellvi på norra Gotland. Gillis Friberg lärde sig spela fiol av äldre spelmän i hemtrakterna på norra Gotland. Han framhöll själv särskilt spelmannen Lorens Lundin (1846–1911) som en viktig läromästare och Gillis Friberg hade många låtar på repertoaren som han lärt sig efter honom. Gillis Fribergs repertoar av spelmanslåtar dokumenterades av folkmusiksamlaren Svante Petterson som har publicerat ett tiotal låtar upptecknade efter honom i folkmusiksamlingen Gutalåtar, däribland flera låtar efter den kända gotländska spelmanssläkten Groddakarlarna. Gillis Friberg dokumenterades också av Matts Arnberg vid dåvarande Radiotjänst när han gjorde fältinspelningar av folkmusik på Gotland 1956. Det finns ytterligare några privatinspelningar med Gillis Friberg, bland annat en lackskiva där han ackompanjeras av sonen Helge Friberg på dragspel. Dessa inspelningar finns bevarade som kopior på Svenskt visarkiv i Stockholm.

## Privatliv och familjeförhållanden
Gillis Friberg arbetade som stenarbetare i den gotländska kalkindustrin. Som så många i sin generation hade han inte annan utbildning än tre års folkskola. År 1919 gifte han sig med Alma Bodin (1896–1979), också hon från Hellvi. Alma Bodin var dotter till sångaren och spelmannen August Bodin, och hon spelade själv orgel. Makarna Friberg fick sammanlagt sju barn mellan åren 1919–1929. Åtminstone sönerna Yngve, Henry, Einar och Helge spelade samtliga fiol och förde spelmanstraditionen vidare. Makarna Friberg är begravda på Hellvi kyrkogård.